# Blaesochaetophora polita
Blaesochaetophora polita är en tvåvingeart som beskrevs av Malloch 1933. Blaesochaetophora polita ingår i släktet Blaesochaetophora och familjen myllflugor. Inga underarter finns listade i Catalogue of Life.